# Temporada 2009 del Campeonato de Galicia de Rally
La  temporada 2009 fue la edición 31.ª del Campeonato de Galicia de Rally. Comenzó el 20 de febrero en el Rally Comarca da Ulloa y terminó el 15 de noviembre en el Rally Botafumeiro.

## Calendario
| N.º | Fecha              | Rally                          | Resultados |
| --- | ------------------ | ------------------------------ | ---------- |
| 1   | 20-22 de febrero   | 2.º Rally Comarca da Ulloa     | Resultados |
| 2   | 13-14 de marzo     | 15.º Rally do Cocido           | Resultados |
| 3   | 17-18 de abril     | 25.º Rally Ría de Noia         | Resultados |
| 4   | 15-16 de mayo      | 18.º Rally do Albariño         | Resultados |
| 5   | 12-14 de junio     | 22.º Rally Cidade de Narón     | Resultados |
| 6   | 10-12 de julio     | 6.º Rally Sur do Condado-Gedas | Resultados |
| 7   | 4-6 de septiembre  | 31.er Rally San Froilán        | Resultados |
| 8   | 16-17 de octubre   | 6.º Rally Ourense Baixa Limia  | Resultados |
| 9   | 14-15 de noviembre | 21.er Rally Botafumeiro        | Resultados |

## Resultados

### Campeonato de pilotos
| Pos.            | Piloto                    | 1 CDU | 2 COC | 3 RDN | 4 ALB | 5 CDN | 6 SDC | 7 LUG | 8 OBL | 9 BOT | Pts  |
| --------------- | ------------------------- | ----- | ----- | ----- | ----- | ----- | ----- | ----- | ----- | ----- | ---- |
| 1.              | Pedro Burgo               | 2     | Ret   | 3     | 1     | 1     | Ret   | 1     | 1     | 1     | 1428 |
| 2.              | Alberto Meira             | Ret   | 3     | 4     | 2     | 4     | 1     | 6     | 2     | 3     | 1205 |
| 3.              | José Fernando Rico        | 4     | 2     |       | Ret   | 5     | 2     | 5     |       |       | 931  |
| 4.              | Bruno Meira               | 8     | 12    | 7     | 7     | 8     | 5     | 19    | 10    |       | 633  |
| 5.              | Adrián Díaz               | 6     | 7     | 8     | Ret   | 9     | 13    | 7     | 8     | Ret   | 605  |
| 6.              | Luis Vilariño             | Ret   | Ret   | 5     | 3     | Ret   | Ret   |       | 3     | 5     | 574  |
| 7.              | Martín Bello              |       |       |       | 18    | 11    | 4     | 11    | 5     | 6     | 529  |
| 8.              | Celestino Iglesias        | 15    | 10    | 9     | 5     | 10    | Ret   | 17    | 12    | 7     | 483  |
| 9.              | Óscar López               | 10    | 17    | Ret   |       | 18    | 19    | 15    |       | 15    | 447  |
| 10.             | David Grandal             | 7     | 6     | 10    | 12    | Ret   | 11    | 14    | 11    | 16    | 439  |
| No clasificados |                           |       |       |       |       |       |       |       |       |       |      |
|                 | José M. Martínez Barreiro | 5     | 1     | EXC   | Ret   |       |       |       |       |       | ?    |
|                 | Sergio Vallejo            | 1     |       |       |       |       |       | 3     |       |       | ?    |
|                 | Xavi Pons                 | 3     |       |       |       |       |       | 2     |       |       | ?    |
|                 | Sergio Pérez Donosti      |       |       | 1     | Ret   |       |       |       |       |       | ?    |
|                 | Amador Vidal              |       |       | 2     |       |       |       |       |       |       | ?    |
|                 | Pablo Rey                 | Ret   |       |       |       | 2     |       |       |       |       | ?    |
|                 | Julio Doce                |       |       |       |       | 3     |       |       |       |       | ?    |
|                 | Manuel Senra              |       |       | Ret   |       |       |       |       |       | 2     | ?    |